# Неферхотеп I
Неферхотеп I — давньоєгипетський фараон з XIII династії. Традиційно вважається найвидатнішим представником своєї династії (поряд зі своїм спадкоємцем Себекхотепом IV).

## Життєпис
Неферхотеп був нецарського походження. Його пращури займались військовою справою. Його родина, імовірно, походила з Фів. Проте, Неферхотеп не повернув колишній столиці XI династії її колишнього статусу, а правив країною зі столиці XII династії — Іт-тауї.
Відомо, що Неферхотеп був узурпатором, однак сучасна єгиптологія не має відомостей щодо його приходу до влади. Імовірно, йому вдалось усунути слабкого Себекхотепа III та проголосити себе новим фараоном, відновивши авторитет центральної влади. На користь того свідчать численні пам'ятники періоду Неферхотепа, розкидані усім Єгиптом. Окрім того, свідчення його правління було виявлено навіть у північній Нубії, яка ще не встигла остаточно відокремитись від Стародавнього Єгипту, а також на рельєфі у фінікійському Біблі.
Таким чином, фараон не лише відновив контроль над усією країною, але й намагався відновити втрачений його попередниками вплив на сусідні країни.
Найважливішим пам'ятником часів правління Неферхотепа є нині втрачена стела з Абідосаа, що містить великий історично-релігійний напис, присвячений його турботі про місцевий храм Осіріса. Напис датований другим роком правління царя. Стела також надає ретельний опис наказу фараона створити статую та процес її виготовлення, а також організацію особливих релігійних церемоній, які, очевидно, мали на меті посилення культу Осіріса. Від часів правління Неферхотепа збереглись численні написи в районі Асуана, що висвітлюють склад родини фараона; зокрема, вони згадують імена його дружини (Сенебсен) і дітей.
Туринський список згадує як спадкоємця Неферхотепа його брата Сагатора, однак немає жодних свідчень, що підтверджують можливість його самостійного правління. Тому вважається, що Неферхотепу спадкував інший брат — Себекхотеп IV, останній видатний фараон, який правив до приходу гіксосів. Деякі пам'ятники згадують Неферхотепа I і Себекхотепа IV разом, що наштовхує на висновок, що вони могли правити спільно упродовж деякого часу. Час правління тих двох фараонів — короткий період зміцнення царської влади на тлі безпорадності їх безпосередніх попередників і спадкоємців.